# École nationale supérieure de cognitique
 (novembre 2022).
L’École nationale supérieure de cognitique est l'une des 204 écoles d'ingénieurs françaises accréditées au 1er septembre 2020 à délivrer un diplôme d'ingénieur.
Elle est située à Talence sur le domaine universitaire de Talence Pessac Gradignan, près de Bordeaux. L’école assure une formation d’ingénieur diplômé généraliste double compétence, associant notamment les sciences et technologies de l’information (mathématiques, informatique et automatique) et les sciences de la connaissance (sciences humaines appliquées et sciences sociales). Elle forme également des chercheurs en cognitique et sciences cognitives appliquées, ainsi que des professionnels en formation continue. Elle délivre des enseignements de diplômes universitaires et organise des formations non diplômantes pour les partenaires industriels. Elle accueille les doctorants en ingénierie cognitique du site de Bordeaux au sein de l’École doctorale des sciences physiques et de l’ingénieur (ED 209).
L'école est membre de la Conférence des directeurs des écoles françaises d'ingénieurs (CDEFI), et de la Conférence des grandes écoles (CGE).

## Historique
L’ENSC est issue de l’institut régional aquitain de sciences cognitives appliquées de Bordeaux (IRASCA), et du laboratoire de sciences cognitives (EA 487) de l’université Bordeaux II, créés par le professeur Bernard Claverie. L’école a été créée par un décret du ministère de l’Enseignement supérieur et de la Recherche le 20 août 2003 comme composante de l’ancienne université Bordeaux II, sous le nom d’« institut de cognitique ». En 2009, l’école a rejoint cinq autres écoles d’ingénieurs bordelaises pour former l’institut polytechnique de Bordeaux, et a été renommée « École nationale supérieure de cognitique ».

logo en 2003
logo en 2009
logo en 2014
logo en 2021

## Formation

### Études d'ingénieur diplômé
- Diplôme d'ingénieur diplômé de l'École nationale supérieure de cognitique, accrédité par la  Commission des titres d'ingénieur et portant le label EURACE (80 à 85 élèves par an sur trois ans, après intégration par concours). La voie d'accès principale est le concours commun des INP. Les autres voies d'accès sont le concours GEIDIC[5], le concours de la classe préparatoire des INP, le concours du cycle préparatoire de Bordeaux, le concours sur titre pour les candidats issus des IUT avec recommandation, ou des licences de physique, informatique, GE2I, mathématiques appliquées aux sciences humaines et sociales, sciences cognitives, des universités françaises ou équivalents des universités étrangères.

### Autres diplômes et certifications

#### Diplômes universitaires (DU en formation continue)
- DU BDSI - Big Data et Statistiques pour l'Ingénieur (formation en un an) ;
- DU UXDC - UX Design et Cognitique (idem) ;
- DU ICFH - ingénierie cognitive et facteur humain (idem).

#### Formation doctorale en ingénierie cognitique
dans le cadre de l'école doctorale sciences physiques et de l'ingénieur (SPI - ED n°209).

#### Formations courtes (en formation continue)
- formation IA ;
- cycle ReactNative ;
- formations UX, RV, Accessibilité, Interfaces Mobile.

### Liste des promotions d'ingénieurs
Nom des promotions de l’IdC-ENSC
- 2004-2007 - Léonard de Vinci - ingénieur, architecte, scientifique…
- 2005-2008 - Francisco Varela - neurobiologiste intégratif.

Nom des promotions de l’ENSC
- 2006-2009 - Alan Turing - mathématicien, cryptologue, théoricien de l’IA.
- 2007-2010 - Edgar Morin - sociologue, philosophe de la pensée complexe.
- 2008-2011 - Jean-Michel Truong - biotechnologue, inventeur du mot cognitique.
- 2009-2012 - Donald Norman - psychologue, théoricien de l’affordance.
- 2010-2013 - Isaac Asimov - biochimiste, futurologue.
- 2011-2014 - Tim Berners-Lee - informaticien, concepteur du WWW.
- 2012-2015 - Ada Lovelace - comédienne, pionnière de l’informatique, conceptrice du premier programme informatique.
- 2013-2016 - Claude Shannon - mathématicien,  ingénieur en génie électrique, fondateur de la théorie de l'information.
- 2014-2017 - James Reason - psychologue, spécialiste de la gestion des risques et de l’erreur humaine.
- 2015-2018 - Stephen Hawking - astrophysicien, cosmologiste.
- 2016-2019 - Margareth Hamilton -  informaticienne, ingénieure du domaine spatial.
- 2017-2020 - Dorothy Vaughan - informaticienne, ingénieure du domaine spatial.
- 2018-2021 - Sarita Schoenebeck - informaticienne sociale, militante de la diversité.
- 2019-2022 - Claudie Haigneré - médecin, biologiste, astronaute.
- 2020-2023 - Carine Lallemand - professeure en psychologie et UX design

## Recherche

### Recherche académique et partenariale
L’école dispose d’une équipe de recherche intégrée au sein de l'UMR 5218 « Laboratoire d'intégration du matériau au système » : Équipe Cognitique et Ingénierie Humaine. 
Elle comprend également le laboratoire Human Engineering for Aerospace Lab (HEAL), commun avec Thales et créé en 2009 dans le cadre d'une convention de collaboration signée en 2008[source secondaire souhaitée] entre les sociétés THAV (Thales Avionics), TSA (Thales Systèmes Aéroportés) et l'ancienne Université Bordeaux II pour le compte de l'Institut de Cognitique, renouvelée par avenant entre ces mêmes sociétés[source secondaire souhaitée] de Thales et l'Institut polytechnique de Bordeaux pour le compte de l'ENSC en 2012 et réactualisée par modification des noms des sociétés[source secondaire souhaitée] (respectivement AVS et DMS) et adjonction de TRS (Thales Raytheon System) et Thales LAS (Thales Land and Air Systems) en octobre 2019.

### Chaires industrielles et conventions
L’ENSC a accueilli de 2012 à 2019 une chaire industrielle  « Systèmes Technologiques pour l’Augmentation de l’Humain » STAH. Créée en octobre 2012 à l'initiative du Conseil Régional d’Aquitaine (aujourd’hui CR Nouvelle Aquitaine), elle a donné lieu à la création du CARNOT « Institut cognition » qui s’est substitué en partie à elle. Son objet était d’établir des contacts privilégiés entre le monde socio-économique et l’École Nationale Supérieure de Cognitique et d'animer financièrement une plateforme technologique de transfert industriel de l'ENSC[source secondaire souhaitée],. Cette mission a été reprise dans les objectifs du Carnot.
Depuis 2017, l’Ecole dispose également d’une chaire industrielle « sciences et technologies cognitiques », portée par le département recherche de IBM France et dont les objectifs scientifiques et pédagogiques sont de former les élèves ingénieurs à l’intelligence artificielle (Watson) et les chercheurs de haut niveau aux dimensions d’application IA de l’informatique quantique (séminaire)[source secondaire souhaitée].

### Plateforme d’innovation
L’ENSC dispose d’une plateforme d’innovation composée de deux bâtiments (bâtiments B et B bis).

## Directeurs et présidents du Conseil

### Directeurs
- 2003-2009 (IdC - Université Bordeaux-II) : Bernard Claverie - professeur des universités (Cnu 16).
- 2009-2019 (ENSC - Institut polytechnique de Bordeaux) : Bernard Claverie - professeur des universités (Cnu 16).
- 2019-2024 : Benoît Le Blanc - professeur des universités (Cnu 27).

### Présidents
- 2003-2009 (IdC - Université Bordeaux-II) : Jean-Francois Clédel - ingénieur UTC - chef d’entreprises de ALTEP, Ingéniance (Mérignac), Skalepark (Bordeaux) - président honoraire de l’UIMM Aquitaine et du MEDEF Nouvelle Aquitaine, président de la CCI de Nouvelle Aquitaine.
- 2009-2020 (ENSC - Bordeaux INP) : Jean-Louis Blouin - ingénieur INSA Toulouse - chef d’entreprise de i2s (Pessac).
- 2020-2024 : Dominique Soler - ingénieur UTC - président-directeur et fondateur de Human design Group (ex Bertin Ergonomie : Versailles, Toulouse, Lyon, Aix-en Provence).

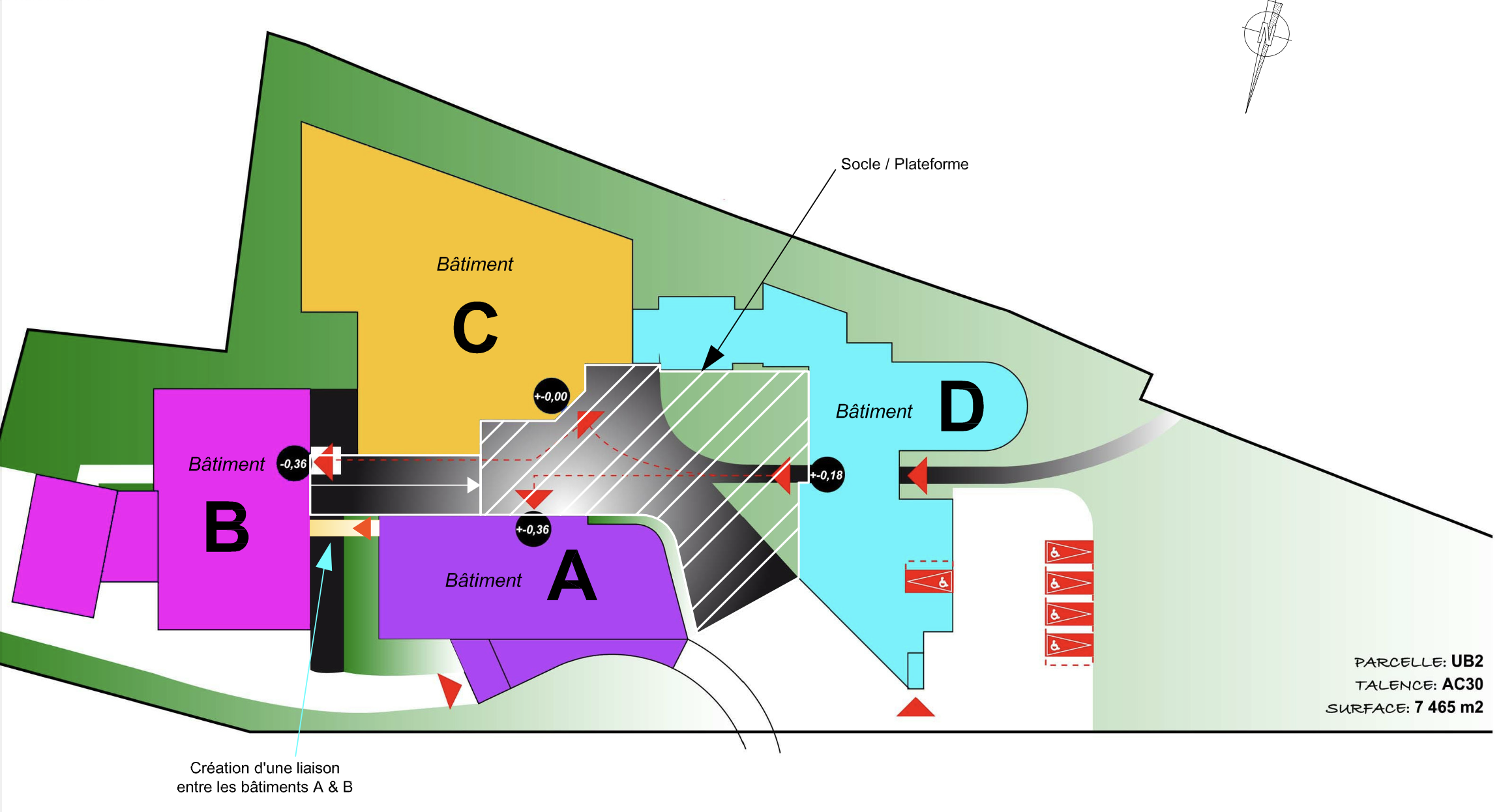
Plan de l'Ecole Nationale Supérieure de Cognitique